# 椋本彦之
椋本 彦之（むくもと ひこゆき、1935年〈昭和10年〉11月24日 - 2008年〈平成20年〉6月24日）は、日本の実業家。飲食店チェーン「グルメ杵屋」創業者。元学校法人大阪初芝学園理事長。

## 略歴・人物
1935年（昭和10年）大阪府大阪市生まれ。1954年、大阪府立阿倍野高等学校卒業。
1957年、両国米穀販売店を創業。1967年、両国食品株式会社を設立（代表取締役）。1986年、両国食品と株式会社グルメを合併、株式会社グルメ杵屋を発足させ代表取締役社長に就任した。
1991年（平成3年）9月、学校法人大阪初芝学園理事長・学園長に就任。そのほか大阪木津市場（1999年）や元気寿司（2002年）の取締役なども務めた。
2008年6月24日午前2時45分、肝炎のため大阪市住吉区の自宅で死去。72歳没。